# Pizzi
Luís Miguel Afonso Fernandes (Bragança, 6 oktober 1989) – alias Pizzi – is een Portugees voetballer die doorgaans als linksbuiten speelt. Hij komt sinds januari 2023 uit voor zijn jeugdclub SC Braga. Pizzi debuteerde in 2012 in het Portugees voetbalelftal.

## Clubcarrière
Pizzi begon met voetballen bij GD Bragança. In 2007 trok hij naar Braga. Die club leende hem telkens uit aan kleinere teams. Zo speelde hij in drie jaar tijd voor Ribeirão, Sporting Covilhã en Paços de Ferreira. Bij Paços scoorde hij acht keer in 42 wedstrijden. Op 30 augustus 2011 werd hij verhuurd aan Atlético Madrid. Er werd een clausule in zijn contract opgenomen dat de Madrilenen hem konden overnemen voor 13,5 miljoen euro. Hij debuteerde voor Atlético op 18 september 2011, als invaller voor Radamel Falcao in een 4–0 zege tegen Racing Santander. In elf wedstrijden maakte hij een doelpunt voor Atlético Madrid. Op 12 juli 2012 werd Pizzi opnieuw uitgeleend, ditmaal aan Deportivo La Coruña. Op 20 oktober 2012 maakte hij twee doelpunten tegen FC Barcelona. Ondanks zijn inbreng verloor Deportivo in eigen huis met 4–5. Nadat het op de laatste speeldag thuis met 0–1 verloor van Real Sociedad, eindigde Deportivo op een negentiende plaats, waardoor het opnieuw naar de Segunda División zakte.

## Interlandcarrière
Pizzi debuteerde op 14 november 2012 in het Portugees voetbalelftal, in een oefeninterland tegen Gabon in Libreville. Hij scoorde bij zijn debuut. De wedstrijd eindigde in 2–2. Het duurde daarna negen maanden voor hij zijn tweede interland speelde en daarna weer zeventien maanden voor zijn derde. Vanaf 2017 werd hij regelmatig opgeroepen. Pizzi nam in juni 2017 met Portugal deel aan de FIFA Confederations Cup 2017, waar de derde plaats werd bereikt. Portugal won in de troostfinale van Mexico (2–1 na verlenging). Pizzi kwam tijdens het toernooi twee keer in actie.

## Erelijst
| Competitie                    | Aantal          | Jaren                              |                 |                 |
| Atlético Madrid               | Atlético Madrid | Atlético Madrid                    | Atlético Madrid | Atlético Madrid |
| ----------------------------- | --------------- | ---------------------------------- | --------------- | --------------- |
| UEFA Europa League            | 1x              | 2011/12                            |                 |                 |
| Benfica                       |                 |                                    |                 |                 |
| Primeira Liga                 | 4x              | 2014/15, 2015/16, 2016/17, 2018/19 |                 |                 |
| Taça de Portugal              | 1x              | 2016/17                            |                 |                 |
| Taça da Liga                  | 2x              | 2014/15, 2015/16                   |                 |                 |
| Supertaça Cândido de Oliveira | 3x              | 2016, 2017, 2019                   |                 |                 |
| Portugal                      |                 |                                    |                 |                 |
| UEFA Nations League           | 1x              | 2018/19                            |                 |                 |

1 Patrício ·
2 Alves ·
3 Pepe ·
4 Neto ·
5 Guerreiro ·
6 Fonte ·
7 Ronaldo  ·
8 Moutinho ·
9 A. Silva ·
10 B. Silva ·
11 Semedo ·
12 Sá ·
13 Danilo ·
14 Carvalho ·
15 Gomes ·
16 Pizzi ·
17 Nani ·
18 Gelson ·
19 Eliseu ·
20 Quaresma ·
21 Cédric ·
22 Beto ·
23 Adrien ·
Coach: Santos